# Restless Farewell
Restless Farewell è una canzone di Bob Dylan, pubblicata nel suo terzo album in studio The Times They Are a-Changin' del 1964.  Si basa sulla canzone tradizionale scozzese The Parting Glass. Nel 1995 Dylan ha eseguito la canzone dal vivo come parte dello speciale televisivo Sinatra: 80 Years My Way, che celebrava l'80º compleanno di Frank Sinatra. 
Nel 1968 Joan Baez reinterpreta il brano nel suo doppio album di cover di Dylan, Any Day Now. I De Dannan incidono una versione nel 1991 per il film Half Set in Harlem. Robbie O'Connell ha eseguito la canzone come membro dei Clancy Brothers nel loro album omonimo del 1997. Nella compilation del 2012, Chimes of Freedom: The Songs of Bob Dylan Honoring 50 Years of Amnesty International, la canzone è stata interpretata dal cantautore e chitarrista Mark Knopfler.